# Petra Müllner

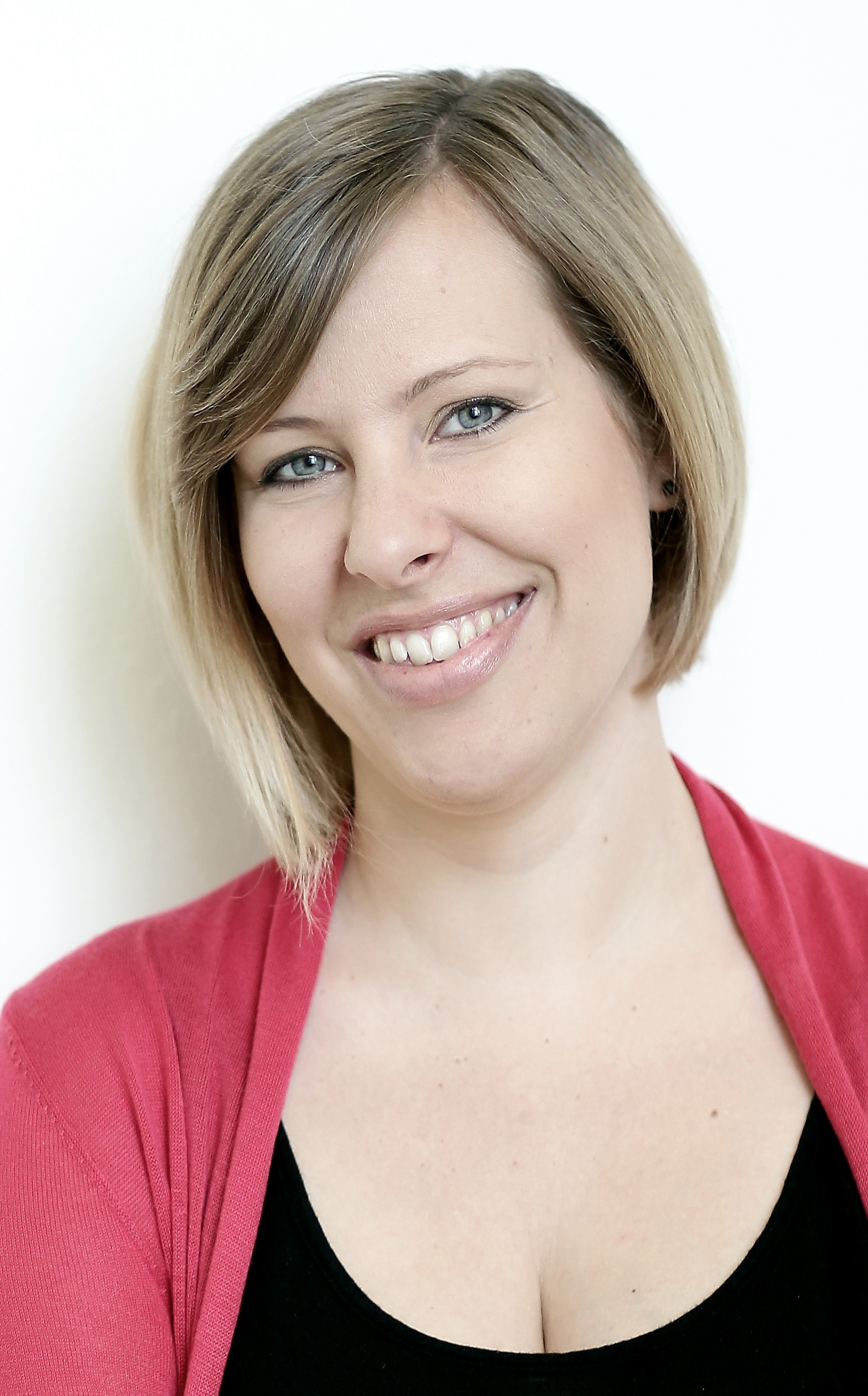
Petra Müllner 2013

Petra Müllner (* 10. Dezember 1980 in Wels) ist eine österreichische Politikerin (SPÖ). Sie war von 2009 bis 2021 Abgeordnete zum Oberösterreichischen Landtag. Sie ist Bereichssprecherin für Familie, Kinder, Jugend und alternative Kultur.

## Ausbildung
Müllner besuchte zwischen 1987 und 1991 die Volksschule 2, Rainerstraße, in Wels und danach von 1991 bis 1995 die Private Mädchenhauptschule der Schulschwestern Wels. Anschließend absolvierte Müllner von 1995 bis 2000 die öffentliche Bildungsanstalt für Kindergartenpädagogik in Linz. Müllner war ab September 2000 bis zu ihrer Karenzierung beim Magistrat der Stadt Wels in einem städtischen Kinderhort als Hortpädagogin beschäftigt. Von 2012 bis 2018 absolvierte die Politikerin ein Fernstudium über Gesundheits- und Sozialmanagement.

## Politischer Werdegang
Müllner trat 2001 der SPÖ bei und war von 2001 bis 2007 Vorsitzende der Sozialistischen Jugend Wels. Seit 2006 ist sie Mitglied des SPÖ-Landesparteivorstandes, zudem vertrat sie die SPÖ von 2003 bis 2009 im Gemeinderat von Wels.
Müllner war außerdem Mitglied im Landes- und Bundesvorstand der Jungen Generation sowie stellvertretende Vorsitzende der Sektion Wels-Mitte/Bahnhofsviertel. Müllner wurde am 23. Oktober 2009 als Abgeordnete im Oberösterreichischen Landtag angelobt.; sie gehörte ihm bis zur Landtagswahl in Oberösterreich 2021 an. 2010 bis 2013 wirkte sie als Präsidentin der FC Wels Ladies. Im ASKÖ OÖ Präsidium war sie von 2009 bis 2014 Mitglied. Müllner ist Regionsvorsitzende der Kinderfreunde Oberösterreich in Wels-Hausruck.

## Persönliches
Müllner ist verheiratet und hat zwei Kinder.

## Auszeichnungen
- 2022: Goldenes Ehrenzeichen des Landes Oberösterreich[6]